# Anick Grange
Anick Grange är en ort i civil parish Sandhoe, i grevskapet Northumberland i England. Orten är belägen 3 km från Hexham. Anick Grange var en civil parish 1866–1887 när det uppgick i Sandhoe. Civil parish hade 61 invånare år 1881.